# Les Héritiers (série télévisée, 2014)
Ne doit pas être confondu avec Les Héritiers (film, 2014).
Pour les articles homonymes, voir Les Héritiers.
Les Héritiers (Arvingerne) est une série télévisée danoise en 26 épisodes de 55 minutes, créée par Maya Ilsøe en collaboration avec la réalisatrice suédoise Pernilla August, diffusée entre le 1er janvier 2014 et le 26 février 2017 sur DR1.
En France, la série est diffusée depuis le 14 juin 2016 sur Arte. Elle reste inédite dans les autres pays francophones.

## Synopsis
Veronika Grønnegaard, une artiste peintre et sculpteur de renommée internationale est une femme de soixante-huit ans qui a aimé intensément les hommes avec qui elle a vécu. Mère de quatre enfants, Gro, son aînée, Frederik, avocat marié qui ne lui adresse plus la parole, Emil qui vit en Thaïlande et enfin une fille non reconnue, Signe « Sunshine ». Elle partage sa vie avec son compagnon musicien excentrique, Thomas, le père de Gro.
Veronika a des relations compliquées avec ses trois premiers enfants, par exemple quand elle critique et dénigre Gro, directrice de la galerie où sa mère expose ses créations.
Veronika a eu une aventure avec un voisin, John, alors qu'il réparait la toiture de sa maison. Veronika tombe alors enceinte et met au monde une fille, Signe « Sunshine ». John accepte de l’adopter sur la demande de Veronika, la femme de ce dernier acceptant sans concession de l’élever comme sa propre fille. Aujourd’hui, Signe est une fleuriste qui ignore tout de ses origines jusqu’au jour où Veronika fait un malaise et appelle Signe. Elle lui remet alors son testament manuscrit dans lequel elle lui lègue son manoir et lui révèle qu’elle est sa mère biologique. Victime d'une crise cardiaque, Veronika est amenée aux urgences, les enfants sont prévenus et apprennent qu’elle avait un cancer avancé du sein. Veronika succombe après une seconde crise cardiaque. Durant les funérailles commencent déjà d'âpres discussions entre les enfants autour de la succession.

## Distribution

### Acteurs principaux
- Trine Dyrholm (VF : Micky Sébastian) : Gro Grønnegaard, fille aînée de Veronika et maîtresse de Robert
- Jesper Christensen (VF : Serge Biavan) : Thomas Konrad, compagnon de Veronika
- Marie Bach Hansen (da) (VF : Jessica Monceau) : Signe Larsen, fille biologique de Veronika
- Carsten Bjørnlund (VF : Fabrice Lelyon) : Frederik Grønnegaard, premier fils de Veronika
- Mikkel Boe Følsgaard (VF : Adrien Larmande) : Emil Grønnegaard, second fils de Veronika
- Lene Maria Christensen (VF : Stéphanie Lafforgue) : Solveig Riis Grønnegaard, épouse de Frederik
- Trond Espen Seim (VF : Éric Herson-Macarel) : Robert Eliassen, homme marié entretenant une relation avec Gro
- Annette Katzmann (da) (VF : Maïté Monceau) : Lise Larsen, la femme de John et mère adoptive de Signe
- Jens Jørn Spottag (da) : John Larsen, le père biologique de Signe
- Kirsten Lehfeldt (da) (VF : Odile Schmitt) : Lone Ramsboll, avocate et amie de Veronika
- Victor Stoltenberg Nielsen : Villads Grønnegaard, fils de Frederik et de Solveig
- Karla Løkke : Hannah Grønnegaard, fille de Frederik et de Solveig

### Acteurs récurrents
- Josephine Raahauge (VF : Élisa Bourreau) : René
- Peter Hesse Overgaard : Kim
- Kenneth M. Christensen : Andreas Baggesen, compagnon de Signe
- Maria Carmen Lindegaard (VF : Camille Donda) : Katja
- Mikkel Arendt : Aksel
- Kirsten Olesen (VF : Marion Game) : Veronika Grønnegaard
- Morten Kirkskov : Ole
- Naya Sejling Beck : Melody
- Josephine Park : Isa
- Bo Carlsson : Henrik
- Marijana Jankovic : Camilla
- Jacob Agermose Pedersen : Gerry

- Version française
  - Société de doublage : MFP[2]
  - Direction artistique : Viviane Ludwig[2]
  - Adaptation des dialogues : Laurent Modigliani[2]

 Source et légende : version française (VF) sur RS Doublage et selon le carton du doublage français télévisuel.

## Production
Une deuxième saison a été diffusée en février 2015 au Danemark et en juin sur la BBC.[réf. nécessaire]
La troisième et dernière saison a été diffusée sur la chaîne anglaise Sky Art au printemps 2017.[réf. nécessaire]

## Fiche technique
- Titre original : Arvingerne
- Titre français : Les Héritiers
- Création : Maya Ilsøe
- Réalisation : Pernilla August
- Scénario : Maya Ilsøe
- Musique :
- Production :

## Accueil

### Réception critique
Lors de sa diffusion en France en 2016, L'Express compare ce drame familial au film danois Festen de Thomas Vinterberg et note une « critique acerbe de la génération hippie ». La série est selon le journaliste « une des plus belles créations que les Danois aient réalisées pour la télévision ». La comparaison avec Festen est d'autant plus pertinente que l'actrice Trine Dyrholm, jouant Gro, était également l'une des actrices du film.